# Giro dell'Emilia 1918
Il Giro dell'Emilia 1918, ottava edizione della corsa, si svolse il 30 giugno 1918 su un percorso di 278 km. La vittoria fu appannaggio dell'italiano Costante Girardengo, che completò il percorso in 10h54'07", il quale precedette i connazionali Leopoldo Torricelli e Alfonso Calzolari.
I corridori che tagliarono il traguardo di Bologna furono 13.

## Ordine d'arrivo (Top 10)
| Pos. | Corridore           | Squadra             | Tempo     |
| ---- | ------------------- | ------------------- | --------- |
| 1    | Costante Girardengo | Bianchi             | 10h54'07" |
| 2    | Leopoldo Torricelli | Dei                 | s.t.      |
| 3    | Alfonso Calzolari   | Stucchi             | s.t.      |
| 4    | Lauro Bordin        | Bianchi             | a 11'23"  |
| 5    | Gaetano Belloni     | Bianchi             | s.t.      |
| 6    | Alfredo Sivocci     | Dei                 | s.t.      |
| 7    | Romeo Poid          | -                   | s.t.      |
| 8    | Ezio Corlaita       | Peugeot-La Sportive | a 14'18"  |
| 9    | Arturo Ferrario     | -                   | a 49'18"  |
| 10   | Maurizio Garino     | -                   | a 53'18"  |